# Clément Robitaille
Pour les articles homonymes, voir Robitaille.
Clément Robitaille (30 juin 1873-16 janvier 1932) est un avocat et homme politique fédéral du Québec.

## Biographie
Né à Saint-Sulpice dans la région de Lanaudière, Clément Robitaille commence sa carrière politique en devenant député du Parti libéral du Canada dans la circonscription de Maisonneuve lors des élections de 1921. Réélu en 1925, 1926 et en 1930, il est mort en fonction en 1932 à l'âge de 58 ans à Montréal.